# Zsolt Varga (piłkarz wodny)
Zsolt Varga (ur. 9 marca 1972 w Budapeszcie) – węgierski piłkarz wodny. Złoty medalista olimpijski z Sydney.
Igrzyska w 2000 były jego trzecią olimpiadą. W 1992 z reprezentacją zajął szóste miejsce, cztery lata później czwarte. W reprezentacji debiutował w 1990, był także medalistą mistrzostw Europy i świata. Był mistrzem Węgier (1996 i 1997), ale także Chorwacji (1999).